# Саркисян, Перч Ашотович
Перч Ашотович Саркисян (1922—1970) — советский режиссёр-мультипликатор, художник-постановщик, художник-график.

## Биография
Родился в Москве 2 марта 1922 года.
Окончил изостудию ВЦСПС.
Участник Великой Отечественной войны.
Как художник-плакатист работал в «Окнах ТАСС».
В 1951 году закончил художественный факультет ВГИК.
Пришёл работать на киностудию «Союзмультфильм». С 1952 года — как художник-постановщик, а с 1965-го — как режиссёр. Работал в рисованной мультипликации, преподавал на курсах художников-мультипликаторов.
Также много работал, как художник-график — иллюстратор детских книг.
Скончался в Москве 30 марта 1970 года на 49-м году жизни.

## Фильмография

### Режиссёр
1. 1965 — Горячий камень
2. 1967 — Кузнец-колдун

### Художник-постановщик
1. 1953 — Храбрый Пак
2. 1956 — Аист
3. 1957 — В некотором царстве
4. 1957 — Наше солнце
5. 1960 — Золотое пёрышко
6. 1961 — Чиполлино
7. 1963 — Акционеры
8. 1964 — Вдвое больше — сюжет из киножурнала «Фитиль» № 27
9. 1965 — Горячий камень
10. 1967 — Кузнец-колдун